# Albin Pelak
Albin Pelak (født 9. april 1981) er en tidligere bosnisk fodboldspiller.

## Bosnien-Hercegovinas fodboldlandshold
| Bosnien-Herzegovinas landshold | Bosnien-Herzegovinas landshold | Bosnien-Herzegovinas landshold |
| År                             | Kmp                            | Mål                            |
| ------------------------------ | ------------------------------ | ------------------------------ |
| 2002                           | 1                              | 0                              |
| 2003                           | 0                              | 0                              |
| 2004                           | 0                              | 0                              |
| 2005                           | 1                              | 0                              |
| Total                          | 2                              | 0                              |